# Lettische Nationale Streitkräfte
Die Nationalen Streitkräfte (lettisch Nacionālie bruņotie spēki, kurz NBS) sind das Militär der Republik Lettland. Sie wurden 1994, nach der wiedererlangten Unabhängigkeit des Landes, neu aufgestellt und unterstehen dem lettischen Verteidigungsministerium (lettisch Aizsardzības ministrija). Seit 2004 ist Lettland NATO-Mitglied und nimmt an internationalen Einsätzen der EU, UNO und NATO teil.
Die Nationalen Streitkräfte haben eine Mannstärke von 6700 Soldaten. Verteidigungsminister ist Andris Sprūds (Progresīvie).

## Geschichte

### Die Zeit zwischen 1918 und 1940
Im Ersten Weltkrieg wurden im russischen Kaiserreich 1915 erstmals rein lettische Kampfverbände aufgestellt: die sogenannten Lettischen Schützen. Die meisten dieser Truppen gingen nach der Oktoberrevolution zu den Bolschewisten über und kämpften im Russischen Bürgerkrieg. Im Januar 1919 wurde aus den roten lettischen Schützen und der Internationalen Division die Sowjetlettische Armee gebildet. Nach dem Verlust des Staatsgebietes und dem Friede von Riga (1920) wurden die roten lettischen Verbände demobilisiert.
Die am 18. November 1918 ausgerufene Republik Lettland bildete mit deutscher, estnischer und alliierter Hilfe ebenfalls Kampftruppen, die am 10. Juli 1919 zur Armee Lettlands zusammengefasst wurden. Diese vom 11. Juli 1919 bis zum 29. Juni 1940 existierende Armee wurde offiziell als Lettische Streitkräfte (lettisch Latvijas Bruņotie spēki) bezeichnet. Im Herbst 1919 konnten sich diese Truppen gegen Freikorps unter Rüdiger von der Goltz und Pawel Bermondt-Awaloff sowie gegen die sowjetlettischen Kräfte durchsetzen. Der Unabhängigkeitskrieg endete am 11. August 1920. Während der Zeit der Unabhängigkeit hatte die Armee Lettlands einen Bestand von vier Divisionen. Das 1918 entstandene Ministerium für Sicherheit wurde 1922 in Kriegsministerium umbenannt.

### Lettische SSR und Zweiter Weltkrieg
Lettland wurde im Juni 1940 ohne Gegenwehr von der Roten Armee (Sowjetunion) besetzt und am 5. August 1940 als Lettische Sozialistische Sowjetrepublik annektiert. Die lettische Armee wurde als 24. territoriales Korps in die Rote Armee eingegliedert. Im Deutsch-Sowjetischen Krieg bestanden zwei Divisionen der Roten Armee aus Letten: die 201. Schützendivision (später in 43. Gardedivision umbenannt) und die 308. Schützendivision.
Ab dem 10. Juli 1941 besetzten Wehrmacht-Truppen Lettland. 1941 wurden ausländische Freiwillige der Waffen-SS aufgerufen, sich dem deutschen Kampf gegen die Sowjetunion anzuschließen. Später unterlagen alle lettischen Männer der Wehrpflicht und dienten in deutschen oder lettischen Verbänden. Der Sammelbegriff für alle im Rahmen der Waffen-SS, Polizei und Luftwaffe aufgestellten lettischen Verbände war Lettische Legion. Insgesamt standen ca. 160.000 Letten während des Krieges in deutschen Diensten.

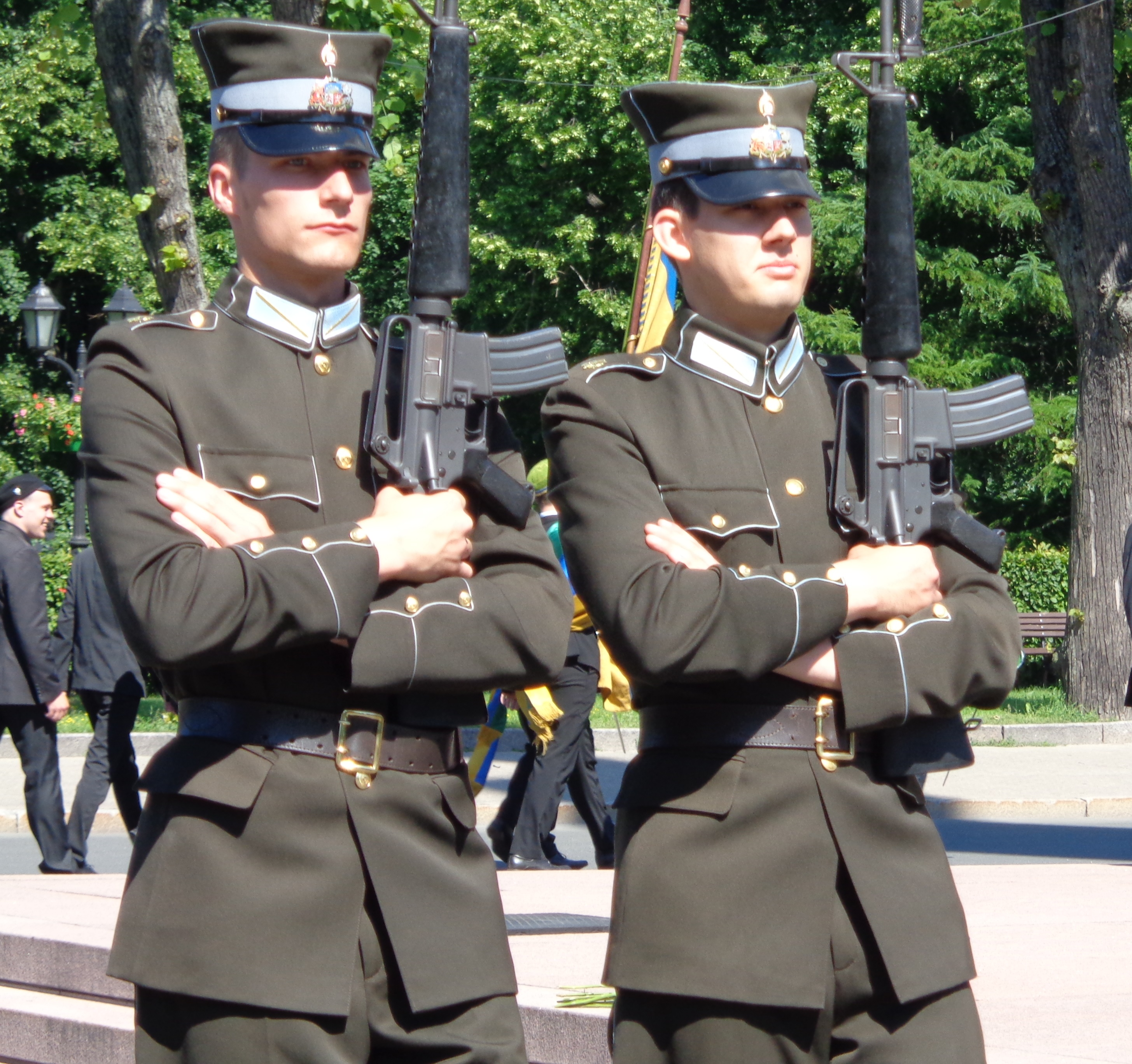
Feldwebel der Ehrengarde (2014)

### Die Zeit seit 1991
Im Jahr 1991 gewann Lettland seine Unabhängigkeit als demokratischer Staat zurück. Dänemark, Norwegen, die Vereinigten Staaten und Großbritannien halfen beim Aufbau der lettischen Nationalen Streitkräfte, deren Strategie zunächst ganz auf die Landesverteidigung ausgerichtet war. Die allgemeine Wehrpflicht wurde 1992 eingeführt. Seit 1994 nahm das Land am NATO-Programm Partnerschaft für den Frieden teil. An internationalen Einsätzen nehmen die Soldaten der NBS seit 1996 teil. Im September 1998 bauten die russischen Truppen die Radarstation in Skrunda als ihre letzte Militäreinrichtung in Lettland ab.
Seit 2004 ist Lettland NATO-Mitglied, was die seit 1999 laufende gezielte Umstrukturierung der Streitkräfte noch einmal beschleunigte. Das Multinationale Korps Nord-Ost der NATO wurde durch die Eingliederung von Brigaden der drei baltischen Staaten verstärkt. Seit dem 1. Januar 2007 bestand die lettische Armee ausschließlich aus Berufssoldaten. 
Vor dem Hintergrund des Russischen Überfalls auf die Ukraine beschloss das Parlament Lettlands am 5. April 2023, den Wehrdienst für Männer von 18 bis 27 von Mitte 2023 an schrittweise wieder einzuführen: zunächst auf freiwilliger Basis und ab 2024 dann verpflichtend.

### Befehlshaber der Streitkräfte
Folgende Personen waren im Laufe der Jahre die militärischen Oberbefehlshaber der lettischen Streitkräfte:
| Name                   | Dienstzeit                         | Bemerkung                                            |
| ---------------------- | ---------------------------------- | ---------------------------------------------------- |
| Dāvis Sīmansons        | 10. Juli 1919 – 16. Oktober 1919   |                                                      |
| Jānis Balodis          | 16. Oktober 1919 – 1. April 1921   |                                                      |
| Mārtiņš Peniķis        | 1. April 1921 – 23. Februar 1924   |                                                      |
| Pēteris Radziņš        | 23. Februar 1924 – 25. April 1928  |                                                      |
| Mārtiņš Peniķis        | 25. April 1928 – 14. November 1934 |                                                      |
| Krišjānis Berķis       | 14. November 1934 – 20. Juni 1940  |                                                      |
| Dainis Turlais         | 29. Januar 1992 – 25. Oktober 1994 |                                                      |
| Juris Dalbiņš          | 25. Oktober 1994 – 8. Juni 1998    |                                                      |
| Juris Eihmanis         | 25. Juni 1998 – 10. Dezember 1998  |                                                      |
| Raimonds Graube        | 1. Februar 1999 – 31. Januar 2003  |                                                      |
| Gaidis Andrejs Zeibots | 1. Februar 2003 – 6. Juli 2006     | Rücktritt vor regulärem Amtszeitende                 |
| Juris Maklakovs        | 6. Juli 2006 – 5. Juli 2010        |                                                      |
| Raimonds Graube        | 6. Juli 2010 – 26. Januar 2017     | 2.+3. Amtszeit, Rücktritt vor regulärem Amtszeitende |
| Leonīds Kalniņš        | 27. Januar 2017 – 24. Januar 2025  | 2. Amtszeit ab 27. Januar 2021                       |
| Kaspars Pudāns         | seit 24. Januar 2025               |                                                      |

## Gliederung
Die lettischen Streitkräfte bestehen aus den Teilstreitkräften
- Landstreitkräfte (lettisch Sauszemes spēki)
- Seestreitkräfte (lettisch Jūras spēki)
- Luftstreitkräfte (lettisch Gaisaspēki spēki)
- Nationalgarde (lettisch Zemessardze)

An paramilitärischen Kräften gibt es außerdem die Grenzwache. Deren 3.500 Mitglieder unterstehen dem Innenministerium.

## Ausrüstung
- Heer: 123 Spähpanzer CVR(T) Scorpion[9], 45 Panzerhaubitzen M 109, 10 Artilleriegeschütze[10]
- Marine: unter anderem 11 Patrouillenboote und 5 ehemals niederländische Tripartite-Klasse-Minenjäger
- Luftwaffe: 4 Helikopter (Mil Mi-17), keine Kampfflugzeuge

## Internationale Zusammenarbeit

### Teilnahme an Auslandsmissionen
Die lettischen Nationalen Streitkräfte beteiligten sich bei folgenden Auslandseinsätzen:
- Im Irak (Operation Iraqi Freedom) bis 2009.
- In Afghanistan (ISAF).
- In Bosnien und Herzegowina Operation ALTHEA der Europäischen Union.
- In Georgien als Beobachter im EDSO Programm.
- Im Kosovo, bei der (KFOR) Operation der NATO.
- In Mali (EUTM Mali) bis zu sieben Soldaten in einem Skandinavisch-baltischen Ausbilderteam[11]
- In Mali (MINUSMA) seit 2016 1–3 Stabsoffiziere im Force Headquarters in Bamako
- Im Irak (Operation Inherent Resolve) seit 2016 bis zu 10 Soldaten

### Kooperationen mit Estland und Litauen
Die Luftwaffe betreibt mit den baltischen Nachbarn das Luftraumüberwachungssystem BaltNet. Die Einrichtungen und Ressourcen der Seestreitkräfte Litauens, Lettlands und Estlands werden im Rahmen von BALTRON gemeinsam genutzt. BALTBAT ist die gemeinsame Infanterieabteilung der drei Länder, innerhalb der NATO Response Forces.
Darüber hinaus gibt es zahlreiche Bildungseinrichtungen, die gemeinsam mit den estnischen und litauischen Streitkräften betrieben werden. Hier sei beispielhaft nur die Baltische Verteidigungsakademie (BALTDEFCOL) in Tartu genannt, an der die angehenden Stabsoffiziere der baltischen Staaten ausgebildet werden.